# 通潤山荘
通潤山荘（つうじゅんさんそう）は、熊本県上益城郡山都町にある宿泊施設。
旧国民宿舎で1972年（昭和47年）から2023年（令和5年）3月まで町有施設（2002年から第三セクター「虹の通潤館」が運営）であったが、施設の売却により民営化され、2024年（令和6年）4月29日からエネルギープロダクト（東京都）が運営する温泉宿泊施設として再開した。

## 概要
1972年（昭和47年）に通潤荘として開業した。
2002年（平成14年）に「通潤山荘」としてリニューアルオープンし、客室数36室、宿泊定員133人の温泉宿泊施設となった。リニューアル後は山都町などが出資する第三セクター「虹の通潤館」が運営し、2006年（平成18年）からは同社が指定管理者となった。しかし、新型コロナウイルスの感染拡大などで経営状況が厳しくなり、2023年3月に営業を停止した。
2023年10月23日の山都町議会で土地と建物をエネルギープロダクト（東京）に売却することが決まった。売却条件には10年間は宿泊・温泉施設を運営することなどが含まれている。
土地と建物を取得したエネルギープロダクトにより、2024年（令和6年）4月29日午後1時から営業を再開した。